# USS Nautilus (SSN-571)
Pour les autres navires du même nom, voir USS Nautilus.
L’USS Nautilus (SSN-571), second sous-marin de l'US Navy à porter ce nom après l'USS Nautilus, est le premier sous-marin nucléaire d'attaque et le premier navire à propulsion nucléaire de l'histoire

## Historique

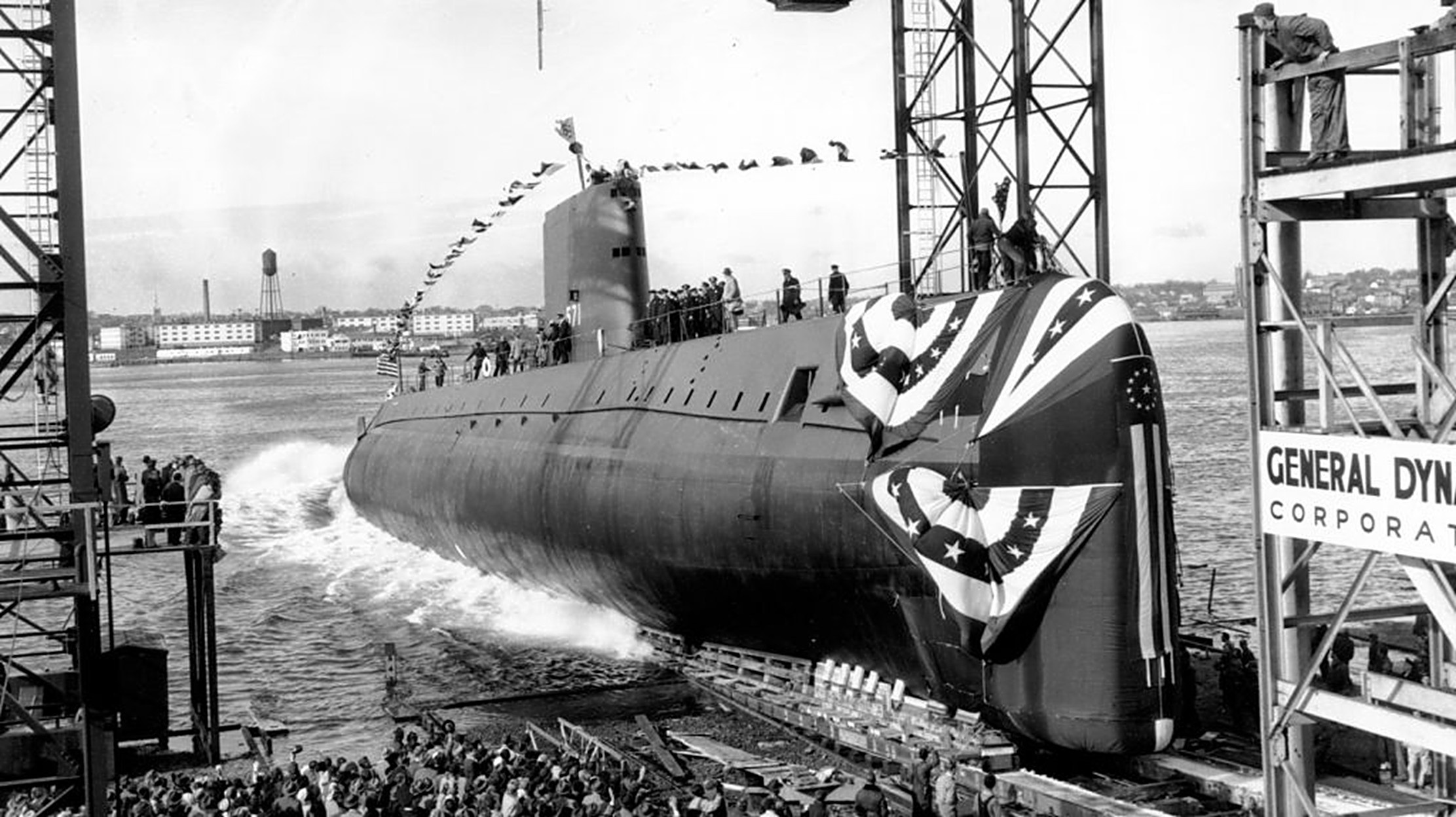
Lancement du Nautilus le 21 janvier 1954

La conception du Nautilus remonte à mars 1950 avec le lancement du projet SCB 64, visant à concevoir le premier sous-marin à propulsion nucléaire. L'ensemble du projet était supervisé par le capitaine Hyman Rickover, qui sera par la suite reconnu comme le "Père de la marine nucléaire".Fort de son expérience dans la navigation sous-marine et de ses travaux à la division des réacteurs navals à la fin des années 1940, il était convaincu qu’un réacteur nucléaire devait être développé pour les sous-marins.
Cependant, ses supérieurs hiérarchiques dans la Marine ne partageaient pas son avis. Déterminé, Rickover contourna leur opposition en obtenant le soutien de l’amiral Chester Nimitz, alors chef des opérations navales, ainsi que du secrétaire à la Marine, John L. Sullivan. La marine américaine, habituée à opérer sur de longues distances, fut rapidement séduite par la propulsion nucléaire, qui promettait de réduire les besoins en carburant, simplifiant ainsi la logistique des flottes en mer. Il bénéficia également du soutien du représentant Henry M. Jackson, futur sénateur, qui partageait sa vision d’une Marine nucléaire comme élément clé de la défense nationale.
Cette avancée technologique fut rendue possible par le développement d'un réacteur nucléaire, conçu par une équipe de scientifiques et d'ingénieurs, dont Philip Abelson, au sein de la Commission de l'énergie atomique. Le Nautilus sert de modèle pour la construction de la première centrale électronucléaire, le réacteur nucléaire de Shippingport, qui produisit de l'énergie de décembre 1957 jusqu'en 1982.

### Construction

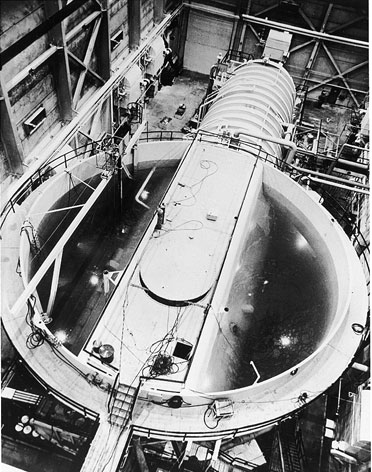
Installation d'essai a terre du réacteur du Nautilus dans l'Idaho

En juillet 1951, le Congrès américain autorisa la construction du Nautilus, et en décembre de la même année, la Marine annonça que ce sous-marin, portant le numéro de coque SSN-571, serait le sixième navire à porter ce nom, ainsi nommé en hommage au Nautilus de Jules Verne. Son réacteur nucléaire est entièrement d'origine américaine, la conception de sa coque, en revanche, s'inspirait du sous-marin allemand de type XXI, considéré comme la technologie sous-marine la plus avancée de la Seconde Guerre mondiale. Cette conception influença d'ailleurs plusieurs modèles de sous-marins d'après-guerre, notamment les classes Whisky soviétique et Porpoise britannique.
Sa quille fut posée le 14 juin 1952 au chantier naval Electric Boat à Groton, Connecticut, en présence du président Harry S. Truman.
Les essais du système de propulsion du Nautilus ont été réalisés à l’aide d'une installation à terre comprenant un réacteur nucléaire identique a celui installé sur le Nautilus, sur le site d’Argonne, à Arco, dans l’Idaho, pour servir de modèle d’entraînement aux futurs équipages de la marine américaine. Afin de recréer des conditions réalistes, ce réacteur prototype a été intégré dans une fausse coque de sous-marin reproduisant les installations du Nautilus, incluant sa timonerie et son poste de commandement. Cette installation simulait une navigation continue, bien que stationnaire, permettant aux ingénieurs et officiers d’observer et d’optimiser le fonctionnement du réacteur. Selon Time Magazine, ces essais ont dépassé toutes les attentes, confirmant la fiabilité et l’efficacité du système de propulsion nucléaire, sous la supervision de l’amiral Rickover, principal architecte du projet.
Après 18 mois de construction, le Nautilus fut lancé le 21 janvier 1954 par Mary Geneva Eisenhower, première dame des États-Unis d'Amérique. Il entra officiellement en service le 30 septembre 1954, avant d'être intégré aux forces opérationnelles de la marine des États-Unis en 1955.

### Essais en mer

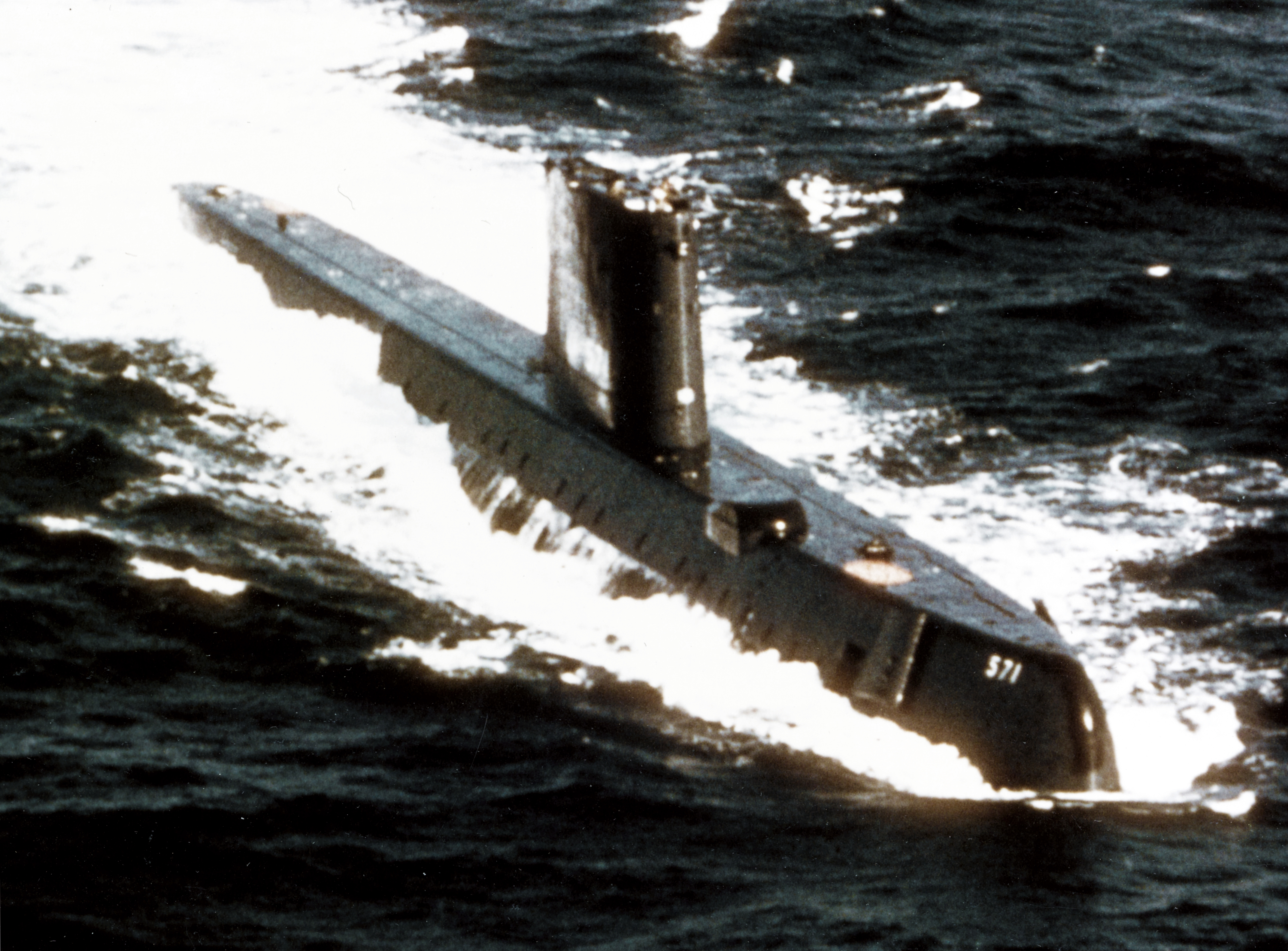
Le Nautilus naviguant en surface en 1955.

Le Nautilus réalise sa première sortie en mer le 20 janvier 1955, depuis le chantier naval Electric Boat de Groton dans le Connecticut. Grâce à l'énergie nucléaire, le sous-marin pouvait naviguer en immersion prolongée sans avoir besoin de faire surface régulièrement pour recharger ses batteries ou s'approvisionner en oxygène. Lors des essais du Nautilus puis du Seawolf, l'US Navy est stupéfaite par les performances tactiques de ses deux premiers prototypes de sous-marins nucléaire d'attaque :
« Les premiers essais, en janvier 1955, dépassent les prévisions les plus optimistes. Le Nautilus échappe facilement au groupe du porte-avions anti-sous-marin qui le traque et aux torpilles qui sont tirées sur lui. Les évaluations opérationnelles concluent qu'un sous-marin nucléaire d'attaque pourrait détruire huit bâtiments de surface, dont le porte-avions, avant d'être lui-même neutralisé. Entre 1955 et 1957, le Nautilus subit plus de cinq mille attaques et n'est « détruit » qu'à trois reprises. Ses chances de survie sont cent fois supérieures à celles d'un bâtiment conventionnel.[…] Ces remarquables résultats justifient l'abandon immédiat de la construction des sous-marins conventionnels, nonobstant le coût trois fois supérieur d'un sous-marin nucléaire.[…]

Le Seawolf va néanmoins être confronté au Nautilus dans des essais destinés à évaluer les performances d'un sous-marin nucléaire contre un autre sous-marin nucléaire. Ils semblent impuissants l'un contre l'autre. À grande vitesse ils se détectent de loin mais la portée insuffisante des torpilles interdit l'engagement. À faible vitesse, ils se détectent à courte distance mais peuvent s'échapper avant que la direction de lancement des torpilles ait pu calculer une solution de tir. Le risque de se torpiller soi-même n'est pas nul si le sous-marin monte en vitesse pour chasser son congénère. »
— J.-M. Mathey & A. Sheldon-Duplaix, Histoire des sous-marins ; des origines à nos jours
Le 4 février 1957, le Nautilus atteint son soixante-millième mille marin (soit 111 120 km) en plongée, correspondant aux « vingt mille lieues » du roman de Jules Verne.

## Traversée du pôle Nord
En 1931, Sir Hubert Wilkins et Harald Sverdrup réalisèrent la première tentative d’exploration de l’océan Arctique à bord d’un sous-marin, également nommé Nautilus, adapté pour évoluer sous la banquise. En 1956, après un vol d'observation au-dessus de la banquise arctique avec l'US Air Force, le sénateur Henry M. Jackson adressa une lettre au chef des opérations navales, Arleigh Burke, pour s'enquérir de la faisabilité d'une navigation sous la glace avec le Nautilus. Cette demande initia une série d'événements aboutissant à la planification d'une expédition au pôle Nord.Avec le développement des sonars et des systèmes de navigation inertielle, la marine américaine envisage, cette fois avec un sous-marin nucléaire, une nouvelle tentative d’exploration arctique.

### Première tentative
À l’automne 1956, la marine américaine entreprit l’adaptation du Nautilus en vue de sa navigation sous la banquise arctique, bien que ce sous-marin ait été conçu pour évoluer en mer libre. Afin de préparer cette mission, des équipements et instruments spécifiques furent installés à bord. Un sonar à vision vers l’avant fut monté sur le pont pour détecter la glace en surface. Ce dispositif comprenait cinq sondeurs répartis le long du sous-marin, opérant sur une bande de fréquence de 19 à 26 kHz, permettant d’obtenir une représentation du profil de la glace. En complément, des systèmes de navigation améliorés furent intégrés, notamment un gyrocompas Mark 19 Sperry Master et un enregistreur de hauteurs astronomiques sur le périscope de type VIII-A. Un gyrocompas auxiliaire Sperry Mark 23, ainsi que divers instruments de secours, dont deux sextants à bulles, un gyrocompas manuel et un gyrocompas directionnel aéronautique, furent également ajoutés. Ces modifications visaient à optimiser la navigation et à assurer la sécurité du Nautilus lors de son exploration sous la glace.
Commandé par William R. Anderson, le Nautilus quitta New London le 16 août 1957 et atteignit la mer du Groenland, où il fit surface le 1er septembre à 79° N, 05° E. En route, une visée radar fut réalisée sur l’île de Jan Mayen. Après avoir localisé la banquise 30 milles plus au nord, le sous-marin plongea à 92 mètres et avança sous la glace à 12 nœuds. Lors d’une tentative de remontée dans une polynie, il heurta un bloc de glace flottante, endommageant son périscope. Le Nautilus, non conçu pour la navigation arctique, présentait des superstructures en aluminium incapables de résister aux chocs verticaux. Après une réparation improvisée du périscope endommagé, une seconde traversée sous la glace débuta le 3 septembre à 108 mètres de profondeur et à 12 nœuds vers le nord. Le 4 septembre, après avoir parcouru 360 milles sous la banquise, une panne électrique temporaire affecta les gyrocompas, compromettant la navigation. Pour estimer la position du sous-marin, l’équipage dut se fier au cap du gyrocompas et à la distance mesurée par le compteur de tours d’hélice, une méthode ancienne de navigation sous-marine. Sous la banquise, sans moyen de recalage précis, le Nautilus poursuivit sa route vers le nord en suivant le cap donné par le gyrocompas Mark 23. Après six heures, la stabilisation du gyrocompas principal permit de faire demi-tour et de mettre le cap au sud. En analysant les variations de température de l’eau et les caractéristiques de la glace, l’équipage ajusta la trajectoire vers le sud-est, atteignant la mer libre le 6 septembre. L'objectif initial de la mission ne fut pas atteint, mais cette plongée de 74 heures sur 962 milles démontra la supériorité du sous-marin nucléaire en milieu arctique.

### Opération Sunshine

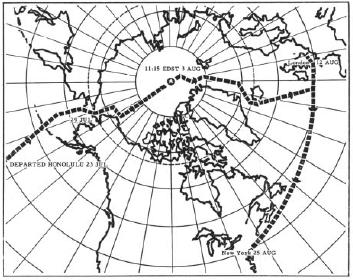
Trajet du Nautilus (SSN-571) lors de sa croisière submergée vers le pole Nord en 1958.

En février 1958, la marine américaine planifia l’envoi de deux sous-marins nucléaires dans l’océan Arctique, le Nautilus, destiné à traverser la région depuis le détroit de Béring jusqu’au Spitzberg, et le Skate, chargé d’atteindre le pôle Nord depuis l’Atlantique avant de revenir. Afin d’intégrer les enseignements de la première tentative de navigation sous la glace, plusieurs modifications furent apportées au Nautilus. Le massif et le pont furent renforcés afin de mieux résister aux chocs avec la banquise, et l’alimentation électrique des gyrocompas Mark 19 et Mark 23 fut améliorée. Une centrale inertielle, conçu à l'origine pour la navigation des missiles, fut installée pour compléter les systèmes de navigation existants, et un sonar de profil de glace à haute résolution fut ajouté pour affiner la détection des irrégularités de la banquise. De plus, le sonar à balayage fut modifié afin de produire un faisceau plus étroit (2°), permettant une meilleure mesure des variations du tirant d’eau des glaces, adaptées à la vitesse élevée du sous-marin sous la banquise. En raison de la nécessité de traverser les mers peu profondes de Béring et de Chukchi pour rejoindre l’océan Arctique, le Nautilus devait être équipé d’un sonar à balayage spécifique.
Toutefois, la mission de traversée de l’océan Arctique, nommée "Opération Sunshine", était hautement confidentielle, seules onze personnes, dont le président Eisenhower et le commandant du sous-marin, étant informées. Ce secret visait à éviter un éventuel embarras en cas d’échec, dans un contexte où les États-Unis faisaient face aux succès spatiaux soviétiques avec Spoutnik. Pour préserver la discrétion, l’installation d’un sonar à balayage QLA fut écartée, bien que son absence compliquât la navigation sous la glace. En juin 1958, une première tentative de passage échoua en raison de la présence de floes profonds dans la mer de Chukchi, obligeant le Nautilus à rebrousser chemin vers Honolulu en attendant des conditions plus favorables. Le 22 juillet, le Nautilus reprit la mer et se dirigea vers la mer de Chukchi, atteignant la lisière de la banquise huit jours plus tard, à l'ouest-nord-ouest de Point Barrow. Pendant deux jours, l'équipage chercha un passage vers le nord à travers la glace pour accéder à des eaux plus profondes. Le sous-marin navigua dans une vallée sous-marine au large de Point Barrow, où il entama, le 1ᵉʳ août, sa plongée vers le pôle Nord.

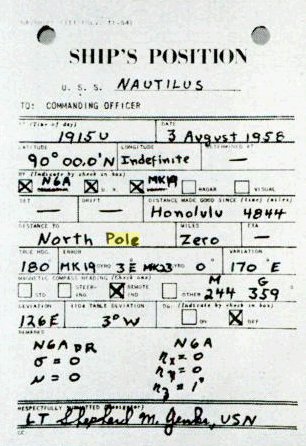
Rapport de navigation du Nautilus au pôle Nord

La navigation se fit en suivant les reliefs du fond marin grâce aux cartes bathymétriques disponibles, bien que la précision de la position ne dépassât pas 0,3 mille nautique. En atteignant le méridien 155° ouest, le Nautilus mit le cap plein nord, pénétrant dans des eaux encore inexplorées. L’absence de cartes précises rendait la navigation complexe, reposant uniquement sur le gyrocompas et l’estimation de la distance parcourue. Cependant, à des latitudes proches du pôle, le gyrocompas Mark 19 perdit sa capacité à indiquer le nord en raison de la diminution de l’effet de rotation terrestre sur le gyroscope. Pour maintenir la navigation, l'équipage a utilisé un gyrocompas secondaire en mode directionnel libre, en estimant la dérive constatée auparavant. Cette méthode a permis d'effectuer des relevés précis jusqu'au pôle Nord, facilitant les corrections de cap lors de l'approche finale. L'utilisation d'un système de coordonnées géographiques classiques aurait entraîné des erreurs à proximité du pôle. Pour éviter ces imprécisions, la navigation du sous-marin a été ajustée à l'aide de la projection Mercator Transverse, en appliquant des corrections au gyrocompas.
Le 3 août 1958, à 23 h 15, commandé par William R. Anderson, il devint le premier bâtiment à naviguer sous la banquise du pôle Nord. À cette occasion, chacun des sous-mariniers embarqués a essayé d'entrer dans l'histoire en étant le premier à faire telle ou telle chose en ce lieu mythique (premier à prendre une douche, à laver son linge, et ainsi de suite). Après son périple sous la calotte glaciaire, il retourne à la base de l'île de Portland (Grande-Bretagne) où il reçut la première Presidential Unit Citation décernée en temps de paix.

## Caractéristiques techniques
Le Nautilus, mesurent 98,7 mètres de long et déplaçant 4 092 tonnes en plongée, est propulsé par un réacteur nucléaire à eau pressurisée S2W développé par Westinghouse. Cette propulsion lui permettait d'atteindre une vitesse maximale de 22 nœuds (41 km/h) en surface et 23 nœuds (42 km/h) en immersion. Il est conçu pour accueillir un équipage de 104 personnes. Les dimensions du Nautilus résultent principalement de l'intégration de son réacteur nucléaire, occupant une large section du navire sous le kiosque. Pour protéger l'équipage des radiations émises par l’uranium 235, une épaisse enveloppe de plomb a été ajoutée, augmentant ainsi le déplacement du sous-marin à plus de 3 000 tonnes en plongée. Cette conception a néanmoins permis d’aménager des espaces de vie plus vastes que ceux des submersibles conventionnels, améliorant le confort des marins. Le Nautilus est ainsi l’un des premiers sous-marins à être équipé d’un véritable escalier intérieur facilitant l’accès aux différents ponts.

### Bien être de l'équipage

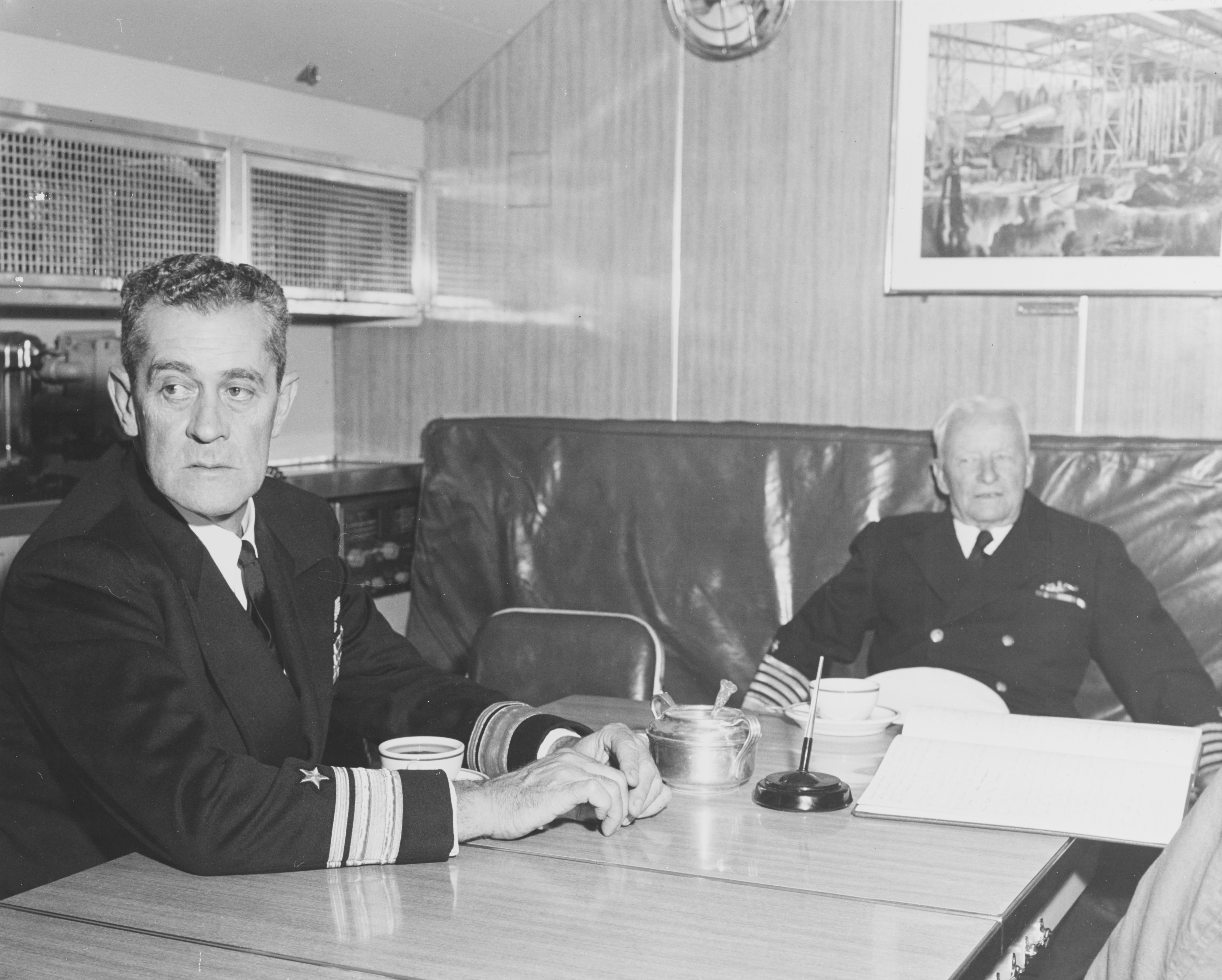
L'amiral de la flotte Chester Nimitz, dans le carré des officiers du Nautilus en 1957

Lors de la conception du sous-marin nucléaire Nautilus, le choix des couleurs intérieures a fait l’objet d’une attention particulière afin de minimiser l’impact psychologique sur l’équipage confiné durant de longues missions. Après des études menées par des experts en psychologie et en design, les teintes grise et blanche furent écartées, jugées inadaptées à un environnement clos. Des nuances pastel ont été privilégiées : un vert d’eau pour les espaces de vie de l’équipage, légèrement plus foncé pour le mess, le carré des officiers et le poste de combat. Ce choix visait à créer un cadre plus apaisant, et la possibilité d’ajuster les coloris selon les retours de l’équipage était envisagée.
Afin d’assurer le bien-être de l’équipage lors des longues missions en immersion, les ingénieurs du Nautilus ont porté une attention particulière au confort matériel à bord. Une bibliothèque, une salle de projection et un phonographe automatisé offrant un large choix de musique ont été installés pour distraire les marins. L’aménagement comprenait également des équipements modernes pour l'époque tels que des machines à laver et un système d’évacuation des déchets par air comprimé. L’alimentation faisait l’objet d’études approfondies, notamment grâce à une expérience menée en 1958 sur un autre sous-marin, permettant de sélectionner les produits les plus adaptés aux conditions de vie prolongée en milieu confiné.

## Historique opérationnel

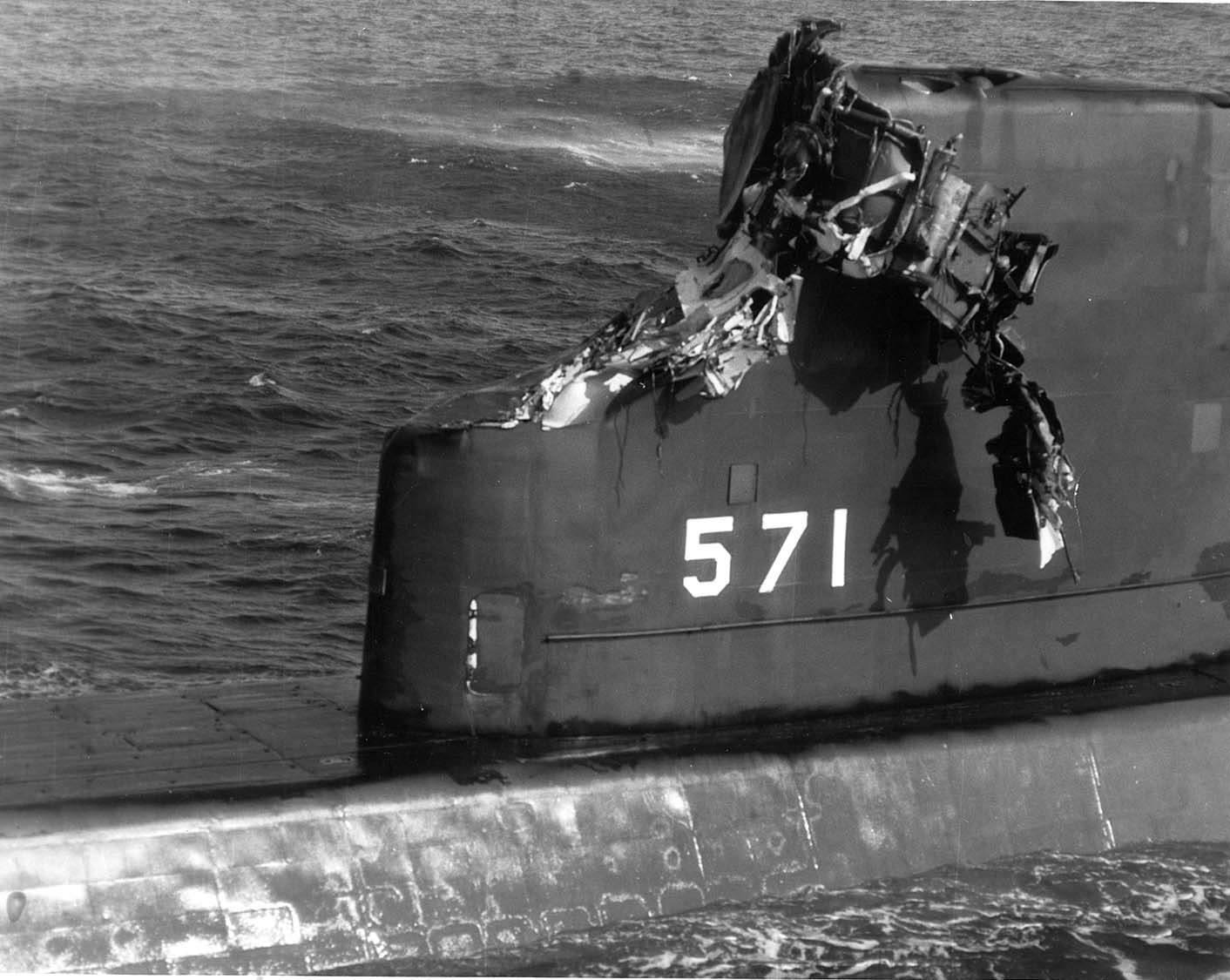
Dégats sur le Nautilus après une collision avec Essex en 1966

Durant la croisière de 1958 entre New London et la côte ouest, une légère fuite d'eau a été identifiée dans le système de circulation de l'eau de mer du condenseur du réacteur nucléaire. Bien qu'elle n'ait pas entravé le fonctionnement du sous-marin, elle restait une source de préoccupation. Les tentatives pour en déterminer l'origine, aussi bien en mer que lors d'une escale au chantier naval de Mare Island à San Francisco, se sont révélées infructueuses. Le Nautilus a ensuite poursuivi sa route vers Everett sans avoir réussi à localiser la fuite. Le commandant Anderson eut l'idée d'utiliser un produit d'étanchéité pour radiateurs automobiles, inspiré d'une discussion avec son beau-père chimiste. À leur arrivée à Everett, des membres d'équipage achetèrent discrètement 140 litres de Bar’s Leaks dans des stations-service locales. Étonnamment, la solution fonctionna et la fuite ne réapparut jamais. L’anecdote, révélée en 1959, fut ensuite exploitée par la marque à des fins publicitaires.
Le 10 novembre 1966, le Nautilus (SSN-571), est entré en collision avec le porte-avions USS Essex alors qu'il naviguait en plongée à environ 350 miles à l'est de Morehead City, en Caroline du Nord.

## Préservation
Durant la très grande majorité de son service actif, son port d'attache est la base navale de New London dans le Connecticut. Il est retiré du service actif en 1980, puis désigné comme site historique en 1982, avant d'être finalement transformé en navire musée. Il stationne depuis à Groton (Connecticut) au Submarine Force Library and Museum.

## Culture populaire
- Dans le film Godzilla de 2014, la propulsion nucléaire du Nautilus provoque le réveil de Godzilla.
- Le Nautilus apparait dans le film Le Géant de fer où il reçoit l'ordre de lancer une frappe nucléaire contre le héros du film.

## Éponymie
L'astéroïde (9769) Nautilus, découvert en 1993, est nommé d'après le sous-marin Nautilus de Robert Fulton, celui de Jules Verne dans Vingt Mille Lieues sous les mers et l'USS Nautilus premier sous-marin nucléaire.